# Primera División femenina de fútbol sala 2022-23
La temporada 2022-23 de Primera División, es la 29ª edición de la máxima categoría de la Primera División femenina de fútbol sala de España. La competición se disputa anualmente, comenzará el 10 de septiembre. El Futsi Atlético Navalcarnero es el equipo defensor del título.

## Equipos participantes

### Equipos por comunidad autónoma
Navalcarnero

 Alcorcón

 Móstoles

 Majadahonda

 Leganés

Canarias

 Teldeportivo

| N.º | Comunidad autónoma   | Equipos                                                                                    |
| --- | -------------------- | ------------------------------------------------------------------------------------------ |
| 5   | Comunidad de Madrid  | Futsi Atlético Navalcarnero AD Alcorcón FSF FSF Móstoles Rayo Majadahonda FS CD Leganés FS |
| 5   | Galicia              | Ourense Envialia CD Burela FS Poio Pescamar FS Marín Futsal Viaxes Amarelle FSF            |
| 2   | Región de Murcia     | Roldán FSF La Boca te Lía Futsal Alcantarilla                                              |
| 1   | Comunidad Valenciana | Joventut d'Elx                                                                             |
| 1   | Aragón               | AD Sala Zaragoza FS                                                                        |
| 1   | Melilla              | Torreblanca Melilla CF                                                                     |
| 1   | Canarias             | AD Teldeportivo FSF                                                                        |

### Ascensos y descensos
Descendieron de forma directa 3 equipos, Joventut d'Elx, Atlético Torcal y Penya Esplugues, debido a la renuncia del Universidad de Alicante a jugar esta temporada en primera, se quedó con su plaza el Joventut d'Elx. De Segunda División ascedieron 3 equipos Viaxes Amarelle, Teldeportivo y La Boca te Lía Alcantarilla, siendo este último debutante en la categoría.
| Pos. | Descendidos a 2.ª División |
| ---- | -------------------------- |
| 14   | AE Penya Esplugues         |
| 15   | Atlético Torcal            |
| 16   | Joventut d'Elx             |

| Pos.  | Ascendidos de 2.ª División         |
| ----- | ---------------------------------- |
| Prom. | Viaxes Amarelle FSF                |
| Prom. | AD Teldeportivo FSF                |
| Prom. | La Boca te Lía Futsal Alcantarilla |

## Grupos y fases
- La Primera División consta de un grupo integrado por dieciséis equipos.

- Se juega siguiendo un sistema de liga, los dieciséis equipos se enfrentan todos contra todos en dos ocasiones -una en campo propio y otra en campo contrario- sumando un total de 30 jornadas.

- El orden de los encuentros se decide por sorteo antes de empezar la competición.

- La clasificación se establece con arreglo a los puntos totales obtenidos por cada equipo al finalizar el campeonato.

- Los equipos obtienen tres puntos por cada partido ganado, un punto por cada empate y ningún punto por los partidos perdidos.

- Una vez que termine la fase regular, los cuatro primeros clasificados jugarán los play off por el título en eliminatorias a tres partidos, jugando el primer en casa del mejor clasificado, y en caso de tener que disputar el tercer y último partido, se hará también el casa del que mejor puesto haya ocupado en la liga.

- Descenderán a segunda división los tres últimos clasificados en la liga regular.

## Información de los equipos
| Club                     | Ciudad        | Comunidad Autónoma   | Entrenador/a      | Capitana          | Pabellón                      | Aforo | Proveedor    |
| ------------------------ | ------------- | -------------------- | ----------------- | ----------------- | ----------------------------- | ----- | ------------ |
| Futsi Atlético           | Navalcarnero  | Comunidad de Madrid  | Andrés Sanz       | Leti Sánchez      | La Estación                   | 1.500 | Imviso       |
| CD Burela FS             | Burela        | Galicia              | Julio Delgado     | Peque             | Vista Alegre                  | 1.400 | Joma         |
| Roldán FSF               | Torre Pacheco | Región de Murcia     | Joaquín Peñaranda | Mayte Mateo       | Gabriel Pérez                 | 460   | Kelme        |
| Torreblanca Melilla CF   | Melilla       | Melilla              | Gonzalo Iglesias  | Patri Alarcón     | Javier Imbroda                | 2.900 | Kelme        |
| Poio Pescamar FS         | Poyo          | Galicia              | Luis López-Tulla  | Dani Sousa        | A Seca                        | 700   | Caracal      |
| AD Alcorcón FSF          | Alcorcón      | Comunidad de Madrid  | Raúl Castro       | Aída de Miguel    | Los Cantos                    | 1.568 | Kappa        |
| FSF Móstoles             | Móstoles      | Comunidad de Madrid  | Carlos Sánchez    | Inma              | Villafontana                  | 450   | Joma         |
| Marín Futsal             | Marín         | Galicia              | Ramiro Díaz       | Pau García        | A Raña                        | 1.047 | Xforzo       |
| Ourense Envialia FS      | Orense        | Galicia              | Raquel Mondoruza  | Marta Figueiredo  | Os Remedios                   | 2.500 | Altius Sport |
| CD Leganés FS            | Leganés       | Comunidad de Madrid  | Iván Labrado      | Puche             | La Fortuna                    | 490   | Joma         |
| Rayo Majadahonda FS      | Majadahonda   | Comunidad de Madrid  | Ángel Saiz        | Lauri Tresguerres | La Granadilla                 | 200   | Emix         |
| AD Sala Zaragoza FS      | Zaragoza      | Aragón               | Chus Muñoz        | Laura Boix        | Siglo XXI                     | 2.780 | Mercury      |
| FSF Joventut d'Elx       | Elche         | Comunidad Valenciana | Libertad Casado   | Judith Mateu      | Carrús                        | 500   | Acerbis      |
| Viaxes Amarelle FSF      | La Coruña     | Galicia              | Jorge Basanta     | María Gómez       | Sagrada Familia               | 350   | Legea        |
| AD Teldeportivo FSF      | Telde         | Canarias             | Cristina Gimeno   | Marta Jiménez     | Ciudad Deportiva Gran Canaria | 470   | Luanvi       |
| LBTL Futsal Alcantarilla | Alcantarilla  | Región de Murcia     | Alicia Morell     | Ana Belén Egea    | Jara Carrillo                 |       | Kelme        |

### Cambios de entrenadores
| Equipo          | Entrenador (Jornadas) | Fecha de vacante        | Posición en la tabla | Entrenador entrante      | Fecha de nombramiento   |
| --------------- | --------------------- | ----------------------- | -------------------- | ------------------------ | ----------------------- |
| AD Alcorcón FSF | Raúl Castro (1-13)    | 21 de diciembre de 2022 | 8.º                  | Guillermo Camaron (14- ) | 23 de diciembre de 2022 |
| FSF Móstoles    | Carlos Sánchez (1-15) | 15 de enero de 2023     | 10.º                 | Bandera de ?             |                         |

## Clasificación
|                                          |     | Equipos                              | PJ | G  | E | P  | GF  | GC  | Dif. | Pts. |
| ---------------------------------------- | --- | ------------------------------------ | -- | -- | - | -- | --- | --- | ---- | ---- |
|                                          | 1.  | Atlético Navalcarnero                | 30 | 25 | 2 | 3  | 156 | 43  | +113 | 77   |
|                                          | 2.  | Poio Pescamar FS                     | 30 | 23 | 6 | 1  | 95  | 34  | +61  | 75   |
|                                          | 3.  | Pescados Ruben Burela FS             | 30 | 23 | 3 | 4  | 159 | 59  | +100 | 72   |
|                                          | 4.  | Melilla Sport Capital Torreblanca FS | 30 | 20 | 4 | 6  | 108 | 69  | +39  | 64   |
|                                          | 5.  | Arriva AD Alcorcón FS                | 30 | 16 | 5 | 9  | 102 | 79  | +23  | 53   |
|                                          | 6.  | STV Roldán FS                        | 30 | 14 | 7 | 9  | 85  | 84  | +1   | 49   |
|                                          | 7.  | LBTL Futsal Alcantarilla             | 30 | 14 | 3 | 13 | 92  | 70  | +22  | 45   |
|                                          | 8.  | Ourense CF Envialia                  | 30 | 12 | 7 | 11 | 84  | 69  | +15  | 43   |
|                                          | 9.  | FSF Móstoles                         | 30 | 13 | 4 | 13 | 87  | 84  | +3   | 43   |
|                                          | 10. | Marín Futsal                         | 30 | 10 | 6 | 14 | 74  | 89  | -15  | 36   |
|                                          | 11. | CD Leganés                           | 30 | 8  | 4 | 18 | 75  | 120 | -45  | 28   |
|                                          | 12. | Viaxes Amarelle FSF                  | 30 | 6  | 8 | 16 | 59  | 88  | -29  | 26   |
|                                          | 13. | Rayo Majadahonda AFAR 4 FSF          | 30 | 8  | 1 | 21 | 50  | 139 | -89  | 25   |
|                                          | 14. | Sala Zaragoza                        | 30 | 5  | 7 | 18 | 94  | 148 | -54  | 22   |
|                                          | 15. | AD Teldeportivo FSF                  | 30 | 3  | 6 | 21 | 68  | 102 | -34  | 15   |
|                                          | 16. | Clínica Blasco Joventut d'Elx        | 30 | 2  | 3 | 25 | 43  | 154 | -111 | 9    |
| Última actualización: 28 de mayo de 2023 |     |                                      |    |    |   |    |     |     |      |      |

|  | Clasificados para el Play-Off por el título |
|  | Descendido a Segunda División 2023-24       |

### Evolución de la clasificación
| Equipo / Jornada                  | 1  | 2  | 3  | 4  | 5  | 6  | 7  | 8  | 9  | 10 | 11 | 12 | 13 | 14 | 15 | 16 | 17 | 18 | 19 | 20 | 21 | 22 | 23 | 24 | 25 | 26 | 27 | 28 | 29 | 30 |
| Equipo / Jornada                  |    |    |    |    |    |    |    |    |    |    |    |    |    |    |    |    |    |    |    |    |    |    |    |    |    |    |    |    |    |    |
| --------------------------------- | -- | -- | -- | -- | -- | -- | -- | -- | -- | -- | -- | -- | -- | -- | -- | -- | -- | -- | -- | -- | -- | -- | -- | -- | -- | -- | -- | -- | -- | -- |
| Atlético Navalcarnero             | 1  | 3  | 1  | 1  | 1  | 1  | 1  | 1  | 1  | 1  | 1  | 1  | 1  | 1  | 1  | 1  | 1  | 1  | 1  | 1  | 1  | 1  | 1  | 1  | 1  | 1  | 1  | 1  | 1  | 1  |
| Poio Pescamar FS                  | 2  | 7  | 5  | 4  | 3  | 3  | 3  | 3  | 3  | 3  | 3  | 3  | 3  | 3  | 3  | 3  | 2  | 2  | 2  | 2  | 2  | 2  | 2  | 2  | 2  | 2  | 2  | 2  | 3  | 2  |
| Pescados Ruben Burela FS          | 8  | 1  | 2  | 2  | 2  | 2  | 2  | 2  | 2  | 2  | 2  | 2  | 2  | 2  | 2  | 2  | 3  | 3  | 3  | 3  | 3  | 3  | 3  | 3  | 3  | 3  | 3  | 3  | 2  | 3  |
| Melilla Sport Capital Torreblanca | 3  | 4  | 7  | 5  | 4  | 5  | 5  | 5  | 5  | 5  | 4  | 4  | 4  | 4  | 4  | 4  | 4  | 4  | 4  | 4  | 4  | 4  | 4  | 4  | 4  | 4  | 4  | 4  | 4  | 4  |
| AD Alcorcón FS                    | 12 | 11 | 8  | 8  | 8  | 9  | 9  | 10 | 9  | 7  | 7  | 8  | 8  | 8  | 8  | 7  | 6  | 5  | 5  | 5  | 5  | 5  | 5  | 5  | 5  | 5  | 5  | 5  | 5  | 5  |
| STV Roldán FS                     | 6  | 6  | 3  | 6  | 6  | 6  | 6  | 6  | 6  | 4  | 5  | 6  | 5  | 5  | 5  | 5  | 5  | 6  | 6  | 6  | 6  | 6  | 8  | 7  | 6  | 6  | 6  | 6  | 6  | 6  |
| LBTL Alcantarilla                 | 7  | 5  | 6  | 3  | 5  | 4  | 4  | 4  | 4  | 6  | 6  | 5  | 6  | 7  | 7  | 8  | 7  | 7  | 7  | 7  | 7  | 7  | 6  | 6  | 7  | 7  | 7  | 7  | 7  | 7  |
| Ourense CF Envialia               | 10 | 12 | 9  | 9  | 10 | 12 | 11 | 8  | 7  | 8  | 8  | 7  | 7  | 6  | 6  | 6  | 8  | 8  | 8  | 8  | 8  | 9  | 9  | 9  | 9  | 9  | 8  | 8  | 8  | 8  |
| FSF Móstoles                      | 9  | 13 | 14 | 11 | 9  | 7  | 7  | 9  | 10 | 9  | 10 | 9  | 10 | 10 | 10 | 9  | 9  | 9  | 9  | 9  | 9  | 8  | 7  | 8  | 8  | 8  | 9  | 9  | 9  | 9  |
| Marín Futsal                      | 4  | 2  | 4  | 7  | 7  | 8  | 8  | 7  | 8  | 10 | 11 | 11 | 11 | 11 | 11 | 11 | 10 | 10 | 10 | 10 | 10 | 10 | 10 | 10 | 10 | 10 | 10 | 10 | 10 | 10 |
| CD Leganés                        | 16 | 15 | 15 | 13 | 14 | 14 | 13 | 15 | 12 | 12 | 12 | 12 | 12 | 12 | 12 | 12 | 12 | 12 | 12 | 12 | 13 | 13 | 14 | 11 | 12 | 11 | 11 | 11 | 11 | 11 |
| Viaxes Amarelle                   | 5  | 9  | 10 | 10 | 11 | 10 | 10 | 11 | 11 | 11 | 9  | 10 | 9  | 9  | 9  | 10 | 11 | 11 | 11 | 11 | 12 | 12 | 11 | 12 | 13 | 12 | 12 | 12 | 12 | 12 |
| Rayo Majadahonda                  | 11 | 14 | 16 | 16 | 12 | 15 | 12 | 12 | 13 | 13 | 14 | 14 | 14 | 14 | 13 | 14 | 13 | 13 | 14 | 13 | 11 | 11 | 13 | 14 | 11 | 13 | 13 | 13 | 13 | 13 |
| Sala Zaragoza                     | 13 | 16 | 12 | 14 | 16 | 11 | 14 | 13 | 14 | 14 | 13 | 13 | 13 | 13 | 14 | 13 | 14 | 14 | 13 | 14 | 14 | 14 | 12 | 13 | 14 | 14 | 14 | 14 | 14 | 14 |
| Teldeportivo                      | 15 | 10 | 11 | 12 | 13 | 13 | 15 | 14 | 15 | 15 | 15 | 15 | 15 | 15 | 15 | 15 | 15 | 15 | 15 | 16 | 16 | 15 | 15 | 15 | 15 | 15 | 15 | 15 | 15 | 15 |
| Joventut d'Elx                    | 14 | 8  | 13 | 15 | 15 | 16 | 16 | 16 | 16 | 16 | 16 | 16 | 16 | 16 | 16 | 16 | 16 | 16 | 16 | 15 | 15 | 16 | 16 | 16 | 16 | 16 | 16 | 16 | 16 | 16 |

## Resultados
Los horarios corresponden a la CET (Hora Central Europea) UTC+1 en horario estándar y UTC+2 en horario de verano.
| Teldeportivo      | 1 - 6 | Atlético Navalcarnero | 10 de septiembre | 12:30 (h.i.) | C.D. Gran Canaria |  |
| Ourense Envialia  | 2 - 3 | STV Roldán FSF        | 10 de septiembre | 17:00        | Los Remedios      |  |
| AD Alcorcón FSF   | 0 - 3 | Viaxes Amarelle       | 10 de septiembre | 17:00        | Los Cantos        |  |
| Rayo Majadahonda  | 1 - 2 | Burela FS             | 10 de septiembre | 18:00        | La Granadilla     |  |
| Poio Pescamar FS  | 7 - 1 | Joventut d'Elx        | 10 de septiembre | 18:30        | A Seca            |  |
| LBTL Alcantarilla | 3 - 2 | FSF Móstoles          | 10 de septiembre | 18:30        | Jara Carrillo     |  |
| Leganés FS        | 0 - 6 | Torreblanca Melilla   | 10 de septiembre | 19:00        | La Fortuna        |  |
| Sala Zaragoza FS  | 1 - 6 | Marín Futsal          | 11 de septiembre | 12:00        | Siglo XXI         |  |

| FSF Móstoles          | 0 - 2  | Teldeportivo      | 17 de septiembre | 16:00 | Villafontana    |  |
| Marín Futsal          | 7 - 2  | Leganés FS        | 17 de septiembre | 17:00 | A Raña          |  |
| Atlético Navalcarnero | 3 - 0  | Poio Pescamar FS  | 17 de septiembre | 18:00 | La Estación     |  |
| Burela FS             | 12 - 2 | Sala Zaragoza FS  | 17 de septiembre | 18:30 | Vista Alegre    |  |
| Joventut d'Elx        | 6 - 2  | Rayo Majadahonda  | 17 de septiembre | 18:45 | Carrús          |  |
| Torreblanca Melilla   | 4 - 3  | Ourense Envialia  | 17 de septiembre | 20:00 | Javier Imbroda  |  |
| STV Roldán FSF        | 5 - 5  | AD Alcorcón FSF   | 18 de septiembre | 12:00 | Gabriel Pérez   |  |
| Viaxes Amarelle       | 0 - 6  | LBTL Alcantarilla | 18 de septiembre | 12:00 | Sagrada Familia |  |

| STV Roldán FSF                                                                     | 4 - 1  | Torreblanca Melilla   | 24 de septiembre | 12:00        | Gabriel Pérez     |  |
| Ourense Envialia                                                                   | 2 - 0  | Marín Futsal          | 24 de septiembre | 17:00        | Los Remedios      |  |
| Poio Pescamar FS                                                                   | 4 - 0  | FSF Móstoles          | 24 de septiembre | 18:30        | A Seca            |  |
| Leganés FS                                                                         | 3 - 7  | Burela FS             | 24 de septiembre | 19:00        | La Fortuna        |  |
| Rayo Majadahonda                                                                   | 1 - 13 | Atlético Navalcarnero | 24 de septiembre | 19:00        | La Granadilla     |  |
| AD Alcorcón FSF                                                                    | 1 - 0  | LBTL Alcantarilla     | 24 de septiembre | 19:30        | Los Cantos        |  |
| Sala Zaragoza FS                                                                   | 10 - 2 | Joventut d'Elx        | 25 de septiembre | 12:00        | Siglo XXI         |  |
| Teldeportivo                                                                       | 0 - 1  | Viaxes Amarelle       | 22 de octubreN1  | 20:30 (h.i.) | C.D. Gran Canaria |  |
| Nota 1: Se aplazó el partido debido al temporal que afectaba a las islas Canarias. |        |                       |                  |              |                   |  |

| Marín Futsal          | 3 - 3 | STV Roldán FSF   | 1 de octubre | 17:00 | A Raña          |  |
| Atlético Navalcarnero | 9 - 2 | Sala Zaragoza FS | 1 de octubre | 17:00 | La Estación     |  |
| Burela FS             | 4 - 2 | Ourense Envialia | 1 de octubre | 17:30 | Vista Alegre    |  |
| Torreblanca Melilla   | 3 - 1 | AD Alcorcón FSF  | 1 de octubre | 18:00 | Javier Imbroda  |  |
| FSF Móstoles          | 3 - 2 | Rayo Majadahonda | 1 de octubre | 18:30 | Villafontana    |  |
| LBTL Alcantarilla     | 4 - 1 | Teldeportivo     | 1 de octubre | 18:30 | Jara Carrillo   |  |
| Joventut d'Elx        | 0 - 5 | Leganés FS       | 1 de octubre | 18:45 | Carrús          |  |
| Viaxes Amarelle       | 2 - 3 | Poio Pescamar FS | 2 de octubre | 12:00 | Sagrada Familia |  |

| AD Alcorcón FSF                                                     | 6 - 1 | Teldeportivo          | 8 de octubre | 16:00 | Los Cantos     |  |
| STV Roldán FSF                                                      | 1 - 4 | Burela FS             | 8 de octubre | 17:00 | Gabriel Pérez  |  |
| Poio Pescamar FS                                                    | 4 - 2 | LBTL Alcantarilla     | 8 de octubre | 18:30 | A Seca         |  |
| Leganés FS                                                          | 0 - 3 | Atlético Navalcarnero | 8 de octubre | 19:00 | La Fortuna     |  |
| Rayo Majadahonda                                                    | 7 - 1 | Viaxes Amarelle       | 8 de octubre | 19:00 | La Granadilla  |  |
| Torreblanca Melilla                                                 | 4 - 3 | Marín Futsal          | 8 de octubre | 20:00 | Javier Imbroda |  |
| Sala Zaragoza FS                                                    | 1 - 6 | FSF Móstoles          | 9 de octubre | 12:00 | Siglo XXI      |  |
| Ourense Envialia                                                    | 5 - 0 | Joventut d'Elx        | 4 de eneroN2 | 20:00 | Los Remedios   |  |
| Nota 2: Se aplazó el por problemas con el viaje del Joventut d'Elx. |       |                       |              |       |                |  |

| Marín Futsal          | 1 - 1 | AD Alcorcón FSF     | 29 de octubre | 17:00        | A Raña            |  |
| Atlético Navalcarnero | 5 - 2 | Ourense Envialia    | 29 de octubre | 17:30        | La Estación       |  |
| Viaxes Amarelle       | 4 - 4 | Sala Zaragoza FS    | 29 de octubre | 18:00        | Sagrada Familia   |  |
| LBTL Alcantarilla     | 6 - 0 | Rayo Majadahonda    | 29 de octubre | 18:00        | Jara Carrillo     |  |
| FSF Móstoles          | 3 - 1 | Leganés FS          | 29 de octubre | 18:30        | Villafontana      |  |
| Joventut d'Elx        | 0 - 5 | STV Roldán FSF      | 29 de octubre | 18:45        | Carrús            |  |
| Teldeportivo          | 1 - 2 | Poio Pescamar FS    | 29 de octubre | 19:30 (h.i.) | C.D. Gran Canaria |  |
| Burela FS             | 8 - 2 | Torreblanca Melilla | 29 de octubre | 20:00        | Vista Alegre      |  |

| Rayo Majadahonda    | 2 - 1 | Teldeportivo          | 5 de noviembre | 16:00 | La Granadilla  |  |
| Ourense Envialia    | 8 - 2 | FSF Móstoles          | 5 de noviembre | 17:00 | Los Remedios   |  |
| Marín Futsal        | 1 - 5 | Burela FS             | 5 de noviembre | 19:00 | A Raña         |  |
| Leganés FS          | 4 - 4 | Viaxes Amarelle       | 5 de noviembre | 19:00 | La Fortuna     |  |
| AD Alcorcón FSF     | 0 - 3 | Poio Pescamar FS      | 5 de noviembre | 19:30 | Los Cantos     |  |
| Torreblanca Melilla | 7 - 2 | Joventut d'Elx        | 5 de noviembre | 20:00 | Javier Imbroda |  |
| Sala Zaragoza FS    | 3 - 4 | LBTL Alcantarilla     | 6 de noviembre | 12:00 | Siglo XXI      |  |
| STV Roldán FSF      | 0 - 4 | Atlético Navalcarnero | 6 de noviembre | 12:00 | Gabriel Pérez  |  |

| Burela FS             | 4 - 1  | AD Alcorcón FSF     | 12 de noviembre | 11:30        | Vista Alegre      |  |
| Teldeportivo          | 3 - 3  | Sala Zaragoza FS    | 12 de noviembre | 16:15 (h.i.) | C.D. Gran Canaria |  |
| Viaxes Amarelle       | 0 - 1  | Ourense Envialia    | 12 de noviembre | 18:00        | Sagrada Familia   |  |
| LBTL Alcantarilla     | 4 - 0  | Leganés FS          | 12 de noviembre | 18:30        | Jara Carrillo     |  |
| Poio Pescamar FS      | 12 - 0 | Rayo Majadahonda    | 12 de noviembre | 18:30        | A Seca            |  |
| FSF Móstoles          | 1 - 3  | STV Roldán FSF      | 12 de noviembre | 18:30        | Villafontana      |  |
| Joventut d'Elx        | 1 - 2  | Marín Futsal        | 12 de noviembre | 18:45        | Carrús            |  |
| Atlético Navalcarnero | 7 - 1  | Torreblanca Melilla | 12 de noviembre | 19:30        | La Estación       |  |

| Burela FS           | 7 - 2 | Joventut d'Elx        | 19 de noviembre | 12:00 | Vista Alegre   |  |
| Leganés FS          | 4 - 2 | Teldeportivo          | 19 de noviembre | 16:00 | La Fortuna     |  |
| Marín Futsal        | 0 - 4 | Atlético Navalcarnero | 19 de noviembre | 17:00 | A Raña         |  |
| STV Roldán FSF      | 4 - 3 | Viaxes Amarelle       | 19 de noviembre | 17:00 | Gabriel Pérez  |  |
| Ourense Envialia    | 4 - 1 | LBTL Alcantarilla     | 19 de noviembre | 17:00 | Cea            |  |
| Sala Zaragoza FS    | 2 - 3 | Poio Pescamar FS      | 19 de noviembre | 18:20 | Figueruelas    |  |
| AD Alcorcón FSF     | 6 - 1 | Rayo Majadahonda      | 19 de noviembre | 19:30 | Los Cantos     |  |
| Torreblanca Melilla | 2 - 0 | FSF Móstoles          | 19 de noviembre | 20:00 | Javier Imbroda |  |

| LBTL Alcantarilla     | 0 - 1 | STV Roldán FSF      | 26 de noviembre | 18:00        | Jara Carrillo   |  |
| Teldeportivo          | 2 - 2 | Ourense Envialia    | 26 de noviembre | 18:30 (h.i.) | CD Gran Canaria |  |
| FSF Móstoles          | 7 - 2 | Marín Futsal        | 26 de noviembre | 18:30        | Villafontana    |  |
| Poio Pescamar FS      | 2 - 1 | Leganés FS          | 26 de noviembre | 18:30        | A Seca          |  |
| Joventut d'Elx        | 2 - 8 | AD Alcorcón FSF     | 26 de noviembre | 18:45        | Carrús          |  |
| Viaxes Amarelle       | 2 - 2 | Torreblanca Melilla | 26 de noviembre | 20:00        | Sagrada Familia |  |
| Rayo Majadahonda      | 6 - 6 | Sala Zaragoza FS    | 26 de noviembre | 20:00        | La Granadina    |  |
| Atlético Navalcarnero | 4 - 3 | Burela FS           | 27 de noviembre | 12:00        | La Estación     |  |

| Marín Futsal        | 0 - 2 | Viaxes Amarelle       | 3 de diciembre | 16:30 | A Raña         |  |
| STV Roldán FSF      | 5 - 5 | Teldeportivo          | 3 de diciembre | 17:00 | Gabriel Pérez  |  |
| Ourense Envialia    | 0 - 3 | Poio Pescamar FS      | 3 de diciembre | 17:00 | Los Remedios   |  |
| Burela FS           | 8 - 0 | FSF Móstoles          | 3 de diciembre | 18:30 | Vista Alegre   |  |
| Joventut d'Elx      | 1 - 6 | Atlético Navalcarnero | 3 de diciembre | 18:45 | Carrús         |  |
| Leganés FS          | 3 - 1 | Rayo Majadahonda      | 3 de diciembre | 19:00 | La Fortuna     |  |
| AD Alcorcón FSF     | 4 - 4 | Sala Zaragoza FS      | 3 de diciembre | 19:30 | Los Cantos     |  |
| Torreblanca Melilla | 4 - 3 | LBTL Alcantarilla     | 3 de diciembre | 20:00 | Javier Imbroda |  |

| Atlético Navalcarnero                                                              | 7 - 1 | AD Alcorcón FSF     | 10 de diciembre   | 18:00        | La Estación     |  |
| LBTL Alcantarilla                                                                  | 4 - 1 | Marín Futsal        | 10 de diciembre   | 18:00        | Jara Carrillo   |  |
| FSF Móstoles                                                                       | 5 - 1 | Joventut d'Elx      | 10 de diciembre   | 18:30        | Villafontana    |  |
| Poio Pescamar FS                                                                   | 2 - 0 | STV Roldán FSF      | 10 de diciembre   | 18:30        | A Seca          |  |
| Viaxes Amarelle                                                                    | 2 - 3 | Burela FS           | 10 de diciembre   | 19:00        | Sagrada Familia |  |
| Teldeportivo                                                                       | 0 - 4 | Torreblanca Melilla | 10 de diciembre   | 19:00 (h.i.) | CD Gran Canaria |  |
| Rayo Majadahonda                                                                   | 0 - 4 | Ourense Envialia    | 10 de diciembre   | 20:00        | La Granadilla   |  |
| Sala Zaragoza FS                                                                   | 4 - 5 | Leganés FS          | 20 de diciembreN3 | 18:45        | Siglo XXI       |  |
| Nota 3: Se aplazó ante la imposibilidad de viajar del Leganés a causa de la nieve. |       |                     |                   |              |                 |  |

| Atlético Navalcarnero | 3 - 0 | FSF Móstoles      | 17 de diciembre | 16:30 | La Estación    |  |
| Marín Futsal          | 4 - 3 | Teldeportivo      | 17 de diciembre | 17:00 | A Raña         |  |
| Ourense Envialia      | 6 - 3 | Sala Zaragoza FS  | 17 de diciembre | 17:00 | Los Remedios   |  |
| Burela FS             | 5 - 1 | LBTL Alcantarilla | 17 de diciembre | 18:30 | Vista Alegre   |  |
| Joventut d'Elx        | 0 - 6 | Viaxes Amarelle   | 17 de diciembre | 18:45 | Carrús         |  |
| Torreblanca Melilla   | 0 - 2 | Poio Pescamar FS  | 17 de diciembre | 20:00 | Javier Imbroda |  |
| STV Roldán FSF        | 2 - 0 | Rayo Majadahonda  | 18 de diciembre | 12:00 | Gabriel Pérez  |  |
| AD Alcorcón FSF       | 8 - 4 | Leganés FS        | 18 de diciembre | 13:30 | Los Cantos     |  |

| Sala Zaragoza FS  | 2 - 4 | STV Roldán FSF        | 23 de diciembre | 20:30        | Siglo XXI       |  |
| Viaxes Amarelle   | 0 - 5 | Atlético Navalcarnero | 7 de enero      | 18:00        | Sagrada Familia |  |
| LBTL Alcantarilla | 6 - 2 | Joventut d'Elx        | 7 de enero      | 18:00        | Jara Carrillo   |  |
| Teldeportivo      | 3 - 5 | Burela FS             | 7 de enero      | 18:00 (h.i.) | CD Gran Canaria |  |
| Poio Pescamar FS  | 3 - 2 | Marín Futsal          | 7 de enero      | 19:00        | Príncipe Felipe |  |
| Leganés FS        | 2 - 4 | Ourense Envialia      | 7 de enero      | 19:00        | La Fortuna      |  |
| Rayo Majadahonda  | 3 - 9 | Torreblanca Melilla   | 7 de enero      | 19:00        | La Granadilla   |  |
| AD Alcorcón FSF   | 3 - 2 | FSF Móstoles          | 7 de enero      | 19:30        | Los Cantos      |  |

| Marín Futsal          | 1 - 3 | Rayo Majadahonda  | 14 de enero | 17:00 | A Raña         |  |
| Ourense Envialia      | 1 - 1 | AD Alcorcón FSF   | 14 de enero | 17:00 | Los Remedios   |  |
| Torreblanca Melilla   | 8 - 1 | Sala Zaragoza FS  | 14 de enero | 18:00 | Javier Imbroda |  |
| Atlético Navalcarnero | 3 - 0 | LBTL Alcantarilla | 14 de enero | 18:15 | La Estación    |  |
| FSF Móstoles          | 2- 2  | Viaxes Amarelle   | 14 de enero | 18:30 | Villafontana   |  |
| Joventut d'Elx        | 6 - 3 | Teldeportivo      | 14 de enero | 18:45 | Carrús         |  |
| Burela FS             | 3 - 3 | Poio Pescamar FS  | 14 de enero | 19:00 | Vista Alegre   |  |
| STV Roldán FSF        | 5 - 4 | Leganés FS        | 15 de enero | 12:00 | Gabriel Pérez  |  |

| Joventut d'Elx        | 0 - 2 | Poio Pescamar FS  | 21 de enero | 11:00 | Carrús          |  |
| Atlético Navalcarnero | 5 - 2 | Teldeportivo      | 21 de enero | 16:00 | La Estación     |  |
| STV Roldán FSF        | 3 - 3 | Ourense Envialia  | 21 de enero | 17:00 | Gabriel Pérez   |  |
| Marín Futsal          | 5 - 9 | Sala Zaragoza FS  | 21 de enero | 17:00 | A Raña          |  |
| Viaxes Amarelle       | 1 - 2 | AD Alcorcón FSF   | 21 de enero | 18:00 | Sagrada Familia |  |
| Burela FS             | 8 - 1 | Rayo Majadahonda  | 21 de enero | 18:30 | Vista Alegre    |  |
| FSF Móstoles          | 4 - 0 | LBTL Alcantarilla | 21 de enero | 18:30 | Villafontana    |  |
| Torreblanca Melilla   | 5 - 4 | Leganés FS        | 21 de enero | 20:00 | Javier Imbroda  |  |

| Teldeportivo      | 2 - 4 | FSF Móstoles          | 4 de febrero | 16:30 (h.i.) | CD Gran Canaria |  |
| Ourense Envialia  | 1 - 2 | Torreblanca Melilla   | 4 de febrero | 17:00        | Los Remedios    |  |
| Leganés FS        | 3 - 5 | Marín Futsal          | 4 de febrero | 19:00        | Olimpia         |  |
| Poio Pescamar FS  | 1 - 0 | Atlético Navalcarnero | 4 de febrero | 19:00        | Príncipe Felipe |  |
| AD Alcorcón FSF   | 3 - 1 | STV Roldán FSF        | 4 de febrero | 19:30        | La Canaleja     |  |
| Rayo Majadahonda  | 3 - 2 | Joventut d'Elx        | 4 de febrero | 20:00        | La Granadilla   |  |
| Sala Zaragoza FS  | 1 - 1 | Burela FS             | 5 de febrero | 12:00        | Siglo XXI       |  |
| LBTL Alcantarilla | 9 - 2 | Viaxes Amarelle       | 5 de febrero | 12:00        | Fausto Vicent   |  |

| Marín Futsal          | 3 - 2  | Ourense Envialia | 11 de febrero | 17:00 | A Raña          |  |
| Atlético Navalcarnero | 8 - 0  | Rayo Majadahonda | 11 de febrero | 18:00 | La Estación     |  |
| Viaxes Amarelle       | 0 - 0  | Teldeportivo     | 11 de febrero | 18:00 | Sagrada Familia |  |
| LBTL Alcantarilla     | 2 - 4  | AD Alcorcón FSF  | 11 de febrero | 18:00 | Fausto Vicent   |  |
| Burela FS             | 10 - 0 | Leganés FS       | 11 de febrero | 18:30 | Vista Alegre    |  |
| FSF Móstoles          | 3 - 4  | Poio Pescamar FS | 11 de febrero | 18:30 | Villafontana    |  |
| Joventut d'Elx        | 1 - 1  | Sala Zaragoza FS | 11 de febrero | 18:45 | Carrús          |  |
| Torreblanca Melilla   | 5 - 0  | STV Roldán FSF   | 11 de febrero | 19:30 | Javier Imbroda  |  |

| Teldeportivo     | 2 - 3 | LBTL Alcantarilla     | 18 de febrero | 18:00 (h.i.) | CD Gran Canaria |  |
| STV Roldán FSF   | 1 - 1 | Marín Futsal          | 18 de febrero | 19:00        | Gabriel Pérez   |  |
| Leganés FS       | 5 - 4 | Joventut d'Elx        | 18 de febrero | 19:00        | La Fortuna      |  |
| Poio Pescamar FS | 2 - 2 | Viaxes Amarelle       | 18 de febrero | 19:00        | Príncipe Felipe |  |
| AD Alcorcón FSF  | 4 - 1 | Torreblanca Melilla   | 18 de febrero | 19:30        | Los Cantos      |  |
| Rayo Majadahonda | 1 - 2 | FSF Móstoles          | 18 de febrero | 20:00        | La Granadilla   |  |
| Ourense Envialia | 2 - 1 | Burela FS             | 19 de febrero | 12:00        | Los Remedios    |  |
| Sala Zaragoza FS | 5 - 5 | Atlético Navalcarnero | 19 de febrero | 13:00        | Siglo XXI       |  |

| Teldeportivo          | 3 - 5 | AD Alcorcón FSF     | 25 de febrero | 15:45 (h.i.) | CD Gran Canaria |  |
| Marín Futsal          | 2 - 2 | Torreblanca Melilla | 25 de febrero | 17:00        | A Raña          |  |
| Atlético Navalcarnero | 5 - 0 | Leganés FS          | 25 de febrero | 18:00        | La Estación     |  |
| FSF Móstoles          | 6 - 1 | Sala Zaragoza FS    | 25 de febrero | 18:00        | Villafontana    |  |
| LBTL Alcantarilla     | 2 - 2 | Poio Pescamar FS    | 25 de febrero | 18:00        | Fausto Vicent   |  |
| Joventut d'Elx        | 2 - 2 | Ourense Envialia    | 25 de febrero | 18:45        | Carrús          |  |
| Burela FS             | 7 - 3 | STV Roldán FSF      | 25 de febrero | 20:30        | Vista Alegre    |  |
| Viaxes Amarelle       | 0 - 1 | Rayo Majadahonda    | 26 de febrero | 12:00        | Sagrada Familia |  |

| STV Roldán FSF      | 6 - 1 | Joventut d'Elx        | 4 de marzo | 12:00 | Gabriel Pérez   |  |
| Ourense Envialia    | 1 - 5 | Atlético Navalcarnero | 4 de marzo | 17:00 | Los Remedios    |  |
| Poio Pescamar FS    | 3 - 1 | Teldeportivo          | 4 de marzo | 17:30 | Príncipe Felipe |  |
| Leganés FS          | 5 - 5 | FSF Móstoles          | 4 de marzo | 19:00 | La Fortuna      |  |
| AD Alcorcón FSF     | 1 - 0 | Marín Futsal          | 4 de marzo | 19:30 | Los Cantos      |  |
| Torreblanca Melilla | 2 - 1 | Burela FS             | 4 de marzo | 19:30 | Javier Imbroda  |  |
| Rayo Majadahonda    | 2 - 1 | LBTL Alcantarilla     | 4 de marzo | 20:00 | La Granadilla   |  |
| Sala Zaragoza FS    | 4 - 2 | Viaxes Amarelle       | 5 de marzo | 12:00 | Siglo XXI       |  |

| Teldeportivo          | 8 - 2 | Rayo Majadahonda    | 25 de marzo | 15:45 (h.i.) | CD Gran Canaria |  |
| LBTL Alcantarilla     | 3 - 1 | Sala Zaragoza FS    | 25 de marzo | 17:00        | Fausto Vicent   |  |
| Poio Pescamar FS      | 1 - 1 | AD Alcorcón FSF     | 25 de marzo | 17:00        | A Seca          |  |
| Viaxes Amarelle       | 2 - 2 | Leganés FS          | 25 de marzo | 18:00        | Sagrada Familia |  |
| Atlético Navalcarnero | 4 - 1 | STV Roldán FSF      | 25 de marzo | 18:00        | La Estación     |  |
| Burela FS             | 5 - 0 | Marín Futsal        | 25 de marzo | 18:30        | Vista Alegre    |  |
| FSF Móstoles          | 3 - 2 | Ourense Envialia    | 25 de marzo | 18:30        | Villafontana    |  |
| Joventut d'Elx        | 2 - 7 | Torreblanca Melilla | 25 de marzo | 18:45        | Carrús          |  |

| Sala Zaragoza FS    | 3 - 2 | Teldeportivo          | 1 de abril | 12:30 | siglo XXI      |  |
| STV Roldán FSF      | 2 - 6 | FSF Móstoles          | 1 de abril | 18:00 | Gabriel Pérez  |  |
| Ourense Envialia    | 2 - 2 | Viaxes Amarelle       | 1 de abril | 19:00 | Paco Paz       |  |
| Leganés FS          | 1 - 3 | LBTL Alcantarilla     | 1 de abril | 19:00 | La Fortuna     |  |
| AD Alcorcón FSF     | 4 - 6 | Burela FS             | 1 de abril | 19:30 | Los Cantos     |  |
| Torreblanca Melilla | 3 - 2 | Atlético Navalcarnero | 1 de abril | 19:30 | Javier Imbroda |  |
| Rayo Majadahonda    | 1 - 4 | Poio Pescamar FS      | 1 de abril | 20:00 | La Granadilla  |  |
| Marín Futsal        | 4 - 1 | Joventut d'Elx        | 2 de abril | 12:30 | A Raña         |  |

| Rayo Majadahonda      | 1 - 8 | AD Alcorcón FSF     | 5 de abril | 21:00        | La Granadilla   |  |
| Joventut d'Elx        | 0 - 8 | Burela FS           | 6 de abril | 19:15        | Carrús          |  |
| Teldeportivo          | 1 - 2 | Leganés FS          | 7 de abril | 16:00 (h.i.) | CD Gran Canaria |  |
| Atlético Navalcarnero | 7 - 0 | Marín Futsal        | 8 de abril | 16:00        | La Estación     |  |
| LBTL Alcantarilla     | 3 - 3 | Ourense Envialia    | 8 de abril | 17:00        | Fausto Vicent   |  |
| Viaxes Amarelle       | 4 - 5 | STV Roldán FSF      | 8 de abril | 18:00        | Sagrada Familia |  |
| FSF Móstoles          | 2 - 4 | Torreblanca Melilla | 8 de abril | 18:30        | Villafontana    |  |
| Poio Pescamar FS      | 6 - 0 | Sala Zaragoza FS    | 8 de abril | 18:30        | A Seca          |  |

| Marín Futsal        | 3 - 3 | FSF Móstoles          | 15 de abril | 17:00 | A Raña         |  |
| Ourense Envialia    | 2 - 2 | Teldeportivo          | 15 de abril | 17:00 | Los Remedios   |  |
| Burela FS           | 4 - 4 | Atlético Navalcarnero | 15 de abril | 18:30 | Vista Alegre   |  |
| Leganés FS          | 0 - 6 | Poio Pescamar FS      | 15 de abril | 19:00 | La Fortuna     |  |
| AD Alcorcón FSF     | 6 - 1 | Joventut d'Elx        | 15 de abril | 19:30 | Los Cantos     |  |
| Torreblanca Melilla | 5 - 3 | Viaxes Amarelle       | 15 de abril | 19:30 | Javier Imbroda |  |
| STV Roldán FSF      | 1 - 0 | LBTL Alcantarilla     | 16 de abril | 12:00 | Gabriel Pérez  |  |
| Sala Zaragoza FS    | 3 - 4 | Rayo Majadahonda      | 16 de abril | 12:15 | siglo XXI      |  |

| Teldeportivo          | 3 - 3 | STV Roldán FSF      | 21 de abril | 21:00 (h.i.) | CD Gran Canaria |  |
| FSF Móstoles          | 6 - 9 | Burela FS           | 22 de abril | 16:30        | Villafontana    |  |
| LBTL Alcantarilla     | 3 - 3 | Torreblanca Melilla | 22 de abril | 17:00        | Fausto Vicent   |  |
| Atlético Navalcarnero | 8 - 0 | Joventut d'Elx      | 22 de abril | 18:00        | La Estación     |  |
| Viaxes Amarelle       | 2 - 1 | Marín Futsal        | 22 de abril | 19:00        | Sagrada Familia |  |
| Rayo Majadahonda      | 1 - 2 | Leganés FS          | 22 de abril | 20:00        | La Granadilla   |  |
| Sala Zaragoza FS      | 2 - 5 | AD Alcorcón FSF     | 23 de abril | 12:00        | siglo XXI       |  |
| Poio Pescamar FS      | 2 - 1 | Ourense Envialia    | 23 de abril | 12:00        | A Seca          |  |

| STV Roldán FSF      | 1 - 3 | Poio Pescamar FS      | 6 de mayo | 12:00 | Gabriel Pérez  |  |
| Marín Futsal        | 4 - 3 | LBTL Alcantarilla     | 6 de mayo | 17:00 | A Raña         |  |
| Ourense Envialia    | 8 - 3 | Rayo Majadahonda      | 6 de mayo | 17:00 | Los Remedios   |  |
| Joventut d'Elx      | 1 - 1 | FSF Móstoles          | 6 de mayo | 18:45 | Carrús         |  |
| Torreblanca Melilla | 3 - 1 | Teldeportivo          | 6 de mayo | 19:00 | Javier Imbroda |  |
| Leganés FS          | 9 - 3 | Sala Zaragoza FS      | 6 de mayo | 19:00 | La Fortuna     |  |
| AD Alcorcón FSF     | 4 - 9 | Atlético Navalcarnero | 6 de mayo | 19:30 | Los Cantos     |  |
| Burela FS           | 7 - 1 | Viaxes Amarelle       | 6 de mayo | 20:30 | Vista Alegre   |  |

| FSF Móstoles      | 1 - 2 | Atlético Navalcarnero | 13 de mayo | 18:00        | Villafontana    |  |
| Viaxes Amarelle   | 4 - 1 | Joventut d'Elx        | 13 de mayo | 18:00        | Sagrada Familia |  |
| LBTL Alcantarilla | 2 - 4 | Burela FS             | 13 de mayo | 18:00        | Fausto Vicent   |  |
| Rayo Majadahonda  | 0 - 3 | STV Roldán FSF        | 13 de mayo | 18:00        | La Granadilla   |  |
| Teldeportivo      | 3 - 4 | Marín Futsal          | 13 de mayo | 18:00 (h.i.) | CD Gran Canaria |  |
| Poio Pescamar FS  | 2 - 2 | Torreblanca Melilla   | 13 de mayo | 18:30        | A Seca          |  |
| Leganés FS        | 1 - 5 | AD Alcorcón FSF       | 13 de mayo | 19:00        | La Fortuna      |  |
| Sala Zaragoza FS  | 5 - 3 | Ourense Envialia      | 14 de mayo | 12:00        | siglo XXI       |  |

| Torreblanca Melilla   | 0 - 1 | Rayo Majadahonda  | 20 de mayo | 12:30 | Lázaro Fernández |  |
| Marín Futsal          | 2 - 2 | Poio Pescamar FS  | 20 de mayo | 17:00 | A Raña           |  |
| Ourense Envialia      | 3 - 1 | Leganés FS        | 20 de mayo | 17:00 | Cea              |  |
| Atlético Navalcarnero | 3 - 1 | Viaxes Amarelle   | 20 de mayo | 18:00 | La Estación      |  |
| Burela FS             | 7 - 3 | Teldeportivo      | 20 de mayo | 18:00 | Vista Alegre     |  |
| FSF Móstoles          | 5 - 2 | AD Alcorcón FSF   | 20 de mayo | 18:30 | Villafontana     |  |
| Joventut d'Elx        | 0 - 6 | LBTL Alcantarilla | 20 de mayo | 18:45 | Carrús           |  |
| STV Roldán FSF        | 8 - 6 | Sala Zaragoza FS  | 21 de mayo | 12:00 | Gabriel Pérez    |  |

| Viaxes Amarelle   | 1 - 3 | FSF Móstoles          | 27 de mayo | 17:00        | Sagrada Familia |  |
| LBTL Alcantarilla | 8 - 6 | Atlético Navalcarnero | 27 de mayo | 18:00        | Fausto Vicent   |  |
| Rayo Majadahonda  | 0 - 7 | Marín Futsal          | 27 de mayo | 18:00        | Príncipe Felipe |  |
| Sala Zaragoza FS  | 2 - 7 | Torreblanca Melilla   | 27 de mayo | 18:00        | siglo XXI       |  |
| AD Alcorcón FSF   | 2 - 3 | Ourense Envialia      | 27 de mayo | 18:00        | Los Cantos      |  |
| Teldeportivo      | 7 - 1 | Joventut d'Elx        | 27 de mayo | 18:00 (h.i.) | CD Gran Canaria |  |
| Poio Pescamar FS  | 2 - 1 | Burela FS             | 27 de mayo | 18:30        | A Seca          |  |
| Leganés FS        | 2 - 2 | STV Roldán FSF        | 27 de mayo | 19:00        | Olimpia         |  |

### Play Off

#### Futsi Atlético Navalcarnero - Torreblanca Melilla
| 3 de junio de 2023, 19:30 (UTC+2) | CD Futsi Atlético Navalcarnero        | 3:1 (1:1) | Melilla Sport Capital Torreblanca | La Estación, Navalcarnero               |                                         |
|                                   | Leti 16' · Luchi 30' · Ame Romero 36' | Reporte   | Bia 4'                            | Árbitro(s): Héctor Mayo Carlos Panadero | Árbitro(s): Héctor Mayo Carlos Panadero |

| 10 de junio de 2023, 19:30 (UTC+2) | Melilla Sport Capital Torreblanca      | 3:3 (0:1) (t. s.)(4:1 p.)  | CD Futsi Atlético Navalcarnero                      | Javier Imbroda, Melilla                        |                                                |
|                                    | Amandinha 34' · Juliana 38' · Nega 43' | Reporte                    | Irene Córdoba 17' · Ame Romero 26' · María Sanz 45' | Árbitro(s): Javier Moreno Antonio Jesús García | Árbitro(s): Javier Moreno Antonio Jesús García |
|                                    |                                        | Tiros desde el punto penal |                                                     |                                                |                                                |
|                                    | Bia · Amandinha · Vicky · Thais        |                            | Leti · Ame Romero · Irene Córdoba                   |                                                |                                                |

| 13 de junio de 2023, 20:00 (UTC+2) | CD Futsi Atlético Navalcarnero                            | 5:3 (2:0) (t. s.) | Melilla Sport Capital Torreblanca | La Estación, Navalcarnero                           |                                                     |
|                                    | María Sanz 2' · Ame Romero 3' 42' · Irene Córdoba 21' 45' | Reporte           | Nega 37' · Bia 40'                | Árbitro(s): Carlos Rodrigo Fermín A. Sánchez-Molina | Árbitro(s): Carlos Rodrigo Fermín A. Sánchez-Molina |

#### Burela - Poio
| 3 de junio de 2023, 18:30 (UTC+2) | Poio Pescamar FS | 1:3 (1:1) | Pescados Rubén Burela FS                                | A Seca, Poyo                       |                                    |
|                                   | Laura Uña 20'    | Reporte   | Jenny Santos 17' · Dany Domingos 31' · Irene Samper 39' | Árbitro(s): Otero Mira Vilas López | Árbitro(s): Otero Mira Vilas López |

| 10 de junio de 2023, 17:00 (UTC+2) | Pescados Rubén Burela FS                                                                                            | 9:3 (1:1) | Poio Pescamar FS                                      | Vista Alegre, Burela                          |                                               |
|                                    | Irene Samper 3' 32' · Peque 21' 24' · Dany Domingos 23' 35' · Emilly Marcondes 33' · Patricia Ortega 36' · Saki 38' | Reporte   | Anna Escribano 17' · Laura Uña 24' · Irene García 25' | Árbitro(s): Roberto Amor José Manuel Carreira | Árbitro(s): Roberto Amor José Manuel Carreira |